# Réding
Réding és un municipi francès, situat al departament del Mosel·la i a la regió del Gran Est. L'any 2007 tenia 2.464 habitants.

## Demografia

### Població
El 2007 la població de fet de Réding era de 2.464 persones. Hi havia 960 famílies, de les quals 198 eren unipersonals (99 homes vivint sols i 99 dones vivint soles), 314 parelles sense fills, 365 parelles amb fills i 83 famílies monoparentals amb fills.
La població ha evolucionat segons el següent gràfic:
Habitants censats

### Habitatges
El 2007 hi havia 1.016 habitatges, 969 eren l'habitatge principal de la família, 6 eren segones residències i 42 estaven desocupats. 852 eren cases i 160 eren apartaments. Dels 969 habitatges principals, 777 estaven ocupats pels seus propietaris, 182 estaven llogats i ocupats pels llogaters i 10 estaven cedits a títol gratuït; 5 tenien una cambra, 37 en tenien dues, 81 en tenien tres, 207 en tenien quatre i 638 en tenien cinc o més. 855 habitatges disposaven pel capbaix d'una plaça de pàrquing. A 418 habitatges hi havia un automòbil i a 469 n'hi havia dos o més.

### Piràmide de població
La piràmide de població per edats i sexe el 2009 era:
| Homes | Edats   | Dones |
| ----- | ------- | ----- |
| 0     | 95 o +  | 4     |
| 0     | 90 a 94 | 8     |
| 12    | 85 a 89 | 4     |
| 8     | 80 a 84 | 20    |
| 20    | 75 a 79 | 56    |
| 40    | 70 a 74 | 56    |
| 44    | 65 a 69 | 60    |
| 64    | 60 a 64 | 56    |
| 56    | 55 a 59 | 56    |
| 80    | 50 a 54 | 96    |
| 60    | 45 a 49 | 80    |
| 84    | 40 a 44 | 80    |
| 108   | 35 a 39 | 92    |
| 116   | 30 a 34 | 84    |
| 84    | 25 a 29 | 84    |
| 96    | 20 a 24 | 32    |
| 112   | 15 a 19 | 72    |
| 88    | 10 a 14 | 80    |
| 68    | 5 a 9   | 44    |
| 64    | 0 a 4   | 44    |

## Economia
El 2007 la població en edat de treballar era de 1.615 persones, 1.159 eren actives i 456 eren inactives. De les 1.159 persones actives 1.069 estaven ocupades (575 homes i 494 dones) i 91 estaven aturades (47 homes i 44 dones). De les 456 persones inactives 183 estaven jubilades, 128 estaven estudiant i 145 estaven classificades com a «altres inactius».

### Ingressos
El 2009 a Réding hi havia 947 unitats fiscals que integraven 2.450,5 persones, la mediana anual d'ingressos fiscals per persona era de 19.044 €.

### Activitats econòmiques
Dels 81 establiments que hi havia el 2007, 3 eren d'empreses extractives, 4 d'empreses alimentàries, 1 d'una empresa de fabricació de material elèctric, 1 d'una empresa de fabricació d'elements pel transport, 5 d'empreses de fabricació d'altres productes industrials, 19 d'empreses de construcció, 16 d'empreses de comerç i reparació d'automòbils, 3 d'empreses de transport, 3 d'empreses d'hostatgeria i restauració, 4 d'empreses d'informació i comunicació, 3 d'empreses financeres, 2 d'empreses de serveis, 13 d'entitats de l'administració pública i 4 d'empreses classificades com a «altres activitats de serveis».
Dels 19 establiments de servei als particulars que hi havia el 2009, 1 era una oficina de correu, 1 una oficina bancària, 1 taller de reparació d'automòbils i de material agrícola, 3 paletes, 3 fusteries, 4 lampisteries, 3 electricistes, 1 empresa de construcció, 1 perruqueria i 1 saló de bellesa.
Dels 4 establiments comercials que hi havia el 2009, 2 eren fleques, 1 una fleca i 1 una botiga de material esportiu.
L'any 2000 a Réding hi havia 14 explotacions agrícoles que ocupaven un total de 351 hectàrees.

## Equipaments sanitaris i escolars
L'únic equipament sanitari que hi havia el 2009 era una farmàcia.
El 2009 hi havia 2 escoles maternals i 1 escola elemental.

## Poblacions més properes
El següent diagrama mostra les poblacions més properes.